# Klaus Steiner

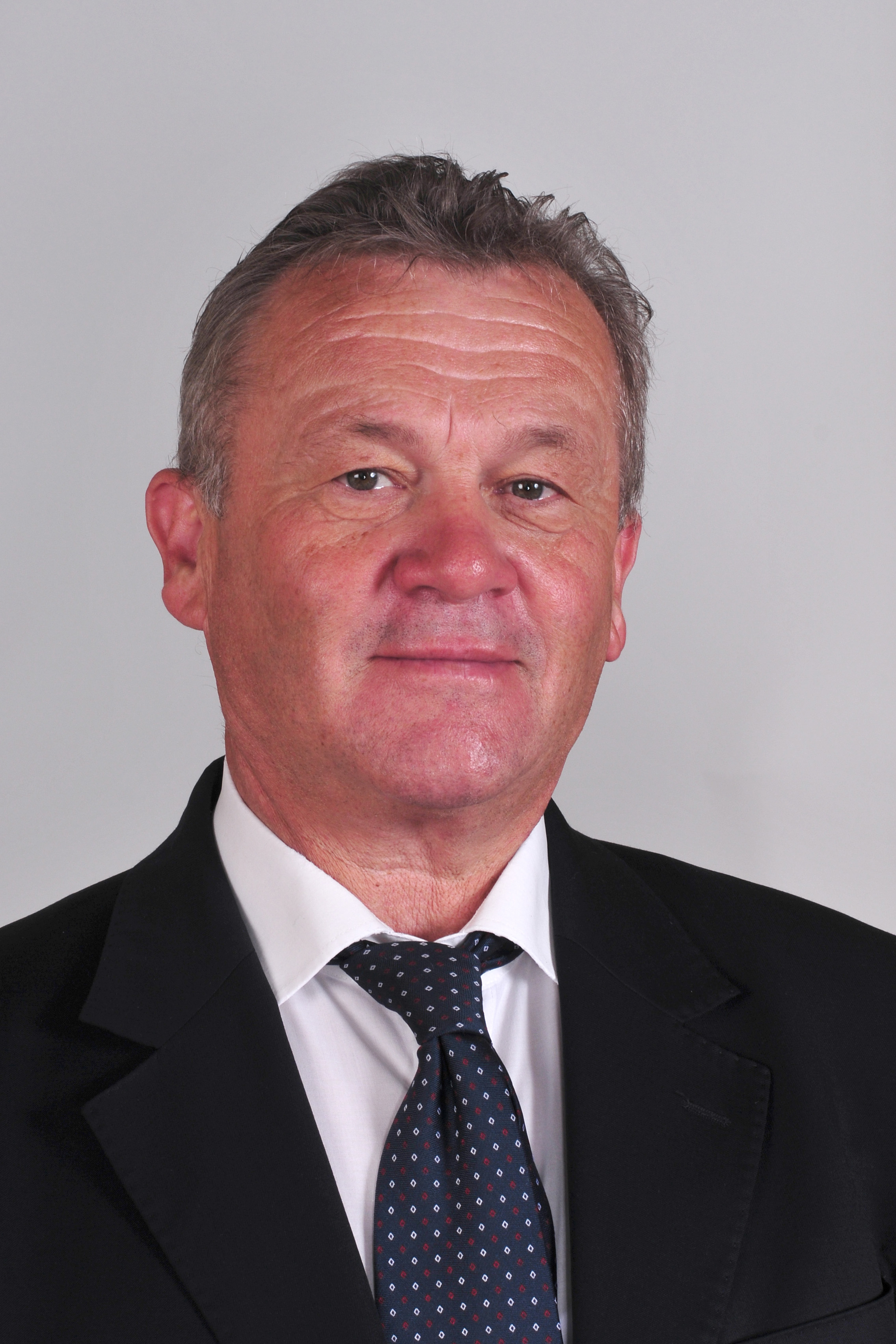
Klaus Steiner (2012)

Klaus Steiner (* 7. Oktober 1953 in Übersee im Chiemgau) ist ein deutscher Politiker (CSU). Er war von 2008 bis 2023 Mitglied des Bayerischen Landtages.

## Leben
Steiner besuchte von 1969 bis 1973 die Realschule in Traunstein und im Anschluss absolvierte er bis 1974 ein Berufspraktikum und den Grundwehrdienst. Von 1975 bis 1978 absolvierte er ein Studium an der Beamtenfachhochschule und arbeitete im Anschluss bis 1978 als Rechtspfleger am Amtsgericht Traunstein und bei der Staatsanwaltschaft München. Danach war er bis 2003 als Referent bei der CSU-Landtagsfraktion tätig und danach bis 2008 als persönlicher Referent des Landtagspräsidenten.
Er ist verheiratet und hat drei Kinder.

## Politik
Steiner trat im Jahr 1970 der Jungen Union und der CSU bei und wurde später Ortsvorsitzender der Partei. 2003 wurde er CSU-Kreisvorsitzender im Landkreis Traunstein. Ab dem 20. Oktober 2008 war er Mitglied des Landtages in Bayern. Dort war er sowohl Mitglied des Ausschusses für Ernährung, Landwirtschaft und Forsten, als auch Mitglied des Ausschusses für Bildung, Jugend und Sport. Er vertrat den Stimmkreis Traunstein (Wahlkreis Oberbayern) im Landtag.
Ende 2008 folgte er dem damals aus dem Landtag ausgeschiedenen Anton Kern als Vorsitzender des Gefängnisbeirates der JVA Laufen-Lebenau nach. Nach 2018 war Steiner Mitglied des Ausschusses für Umwelt und Verbraucherschutz sowie des Ausschusses für Ernährung, Landwirtschaft und Forsten.
Zur Landtagswahl 2023 trat er nicht erneut an.